# Székelyfonó
Szérantyfonó (Phòng quay) là một tác phẩm sân khấu đơn hồi với âm nhạc của Zoltán Kodály, lấy cảm hứng từ các bài hát dân gian Hungary. Tác phẩm được mô tả là 'Daljáték egy felvonásban'- các bài hát dân gian trong một hồi. Lần đầu tiên được ra mắt vào năm 1924, Kodály đã phát triển tác phẩm, thêm vào các yếu tố nghệ thuật khác để ra mắt buổi biểu diễn đầy đủ tại Nhà hát Opera Hoàng gia Hungary, Budapest vào năm 1932. Các bài hát và điệu múa trong tác phẩm được lấy từ âm nhạc dân gian Transylvanian, bao gồm các điệu múa quay tròn đại diện cho các nghi lễ dân gian-cái chết, chôn cất, đính hôn và hôn nhân. Tác phẩm đôi khi còn có tên là Phòng quay Transylvanian trong tiếng Anh.

## Lịch sử
Sau buổi biểu diễn năm 1924, Kodály đã viết rằng:"sau khi nghe những bài hát này trong phòng hòa nhạc, tôi nhận ra rằng, cảm giác bị xé nát khỏi môi trường tự nhiên thật khó có thể hiểu được. Toàn bộ thử nghiệm hiện tại của tôi nhằm mục đích cố gắng thể hiện cảm giác đó trong một thể thống nhất đầy sống động... " Kodály sau đó lại kết luận" Szérantyfonó không phải là một thử nghiệm trong opera".
Eösze mô tả rằng: Với 27 bài hát, bản ballad, điệu múa và rất nhiều ý đồ nghệ thuật, Székelyfonó như một bản nhạc ballad dân gian ấn tượng đầy tính opera.
Trong phiên bản cuối cùng của tác phẩm Széllionsfonó, âm nhạc chủ yếu bao gồm các giai điệu dân gian Transylvania mà trong đó, ca từ gợi lên hành động. Bản nhạc cũng gợi nhớ đến Les Noces của Stravinsky.

## Lịch sử biểu diễn
Buổi biểu diễn đầu tiên của Széllionsfonó diễn ra tại Nhà hát Opera Hoàng gia Hungary ở Budapest vào ngày 24 tháng 4 năm 1932, lúc này, buổi biểu diễn đã được đón nhận nồng nhiệt. Đây là tác phẩm opera đầu tiên của Hungary được sản xuất tại Ý (với tên gọi La Filanda Magiara), tại Milan vào ngày 14 tháng 1 năm 1933, và được phát sóng tại Luân Đôn vào ngày 26 tháng 5 năm 1933 với sự chỉ huy của nhà soạn nhạc. Széllionsfonó  còn được sản xuất tại Brunswick (bằng tiếng Đức) vào ngày 9 tháng 2 năm 1938.
Một phiên bản bán dàn dựng đã được sản xuất tại Liên hoan Buxton năm 1982 và một bản thu âm được phát sóng vào tháng 1 năm 1983 bởi Đài BBC Radio 3. Một tác phẩm làm lại do Michał Znaniecki, Kocsár Balázs thực hiện, đã được biểu diễn tại Nhà hát Opera Quốc gia Hungary vào tháng 10 năm 2016.
János Ferencsik đã thực hiện hai bản thu âm hoàn chỉnh của tác phẩm, vào năm 1963 (công ty phát hành đĩaQualiton) và năm 1971 (công ty phát hành đĩa Hungaroton).

## Vai diễn
| Vai trò                        | Loại giọng     | Diễn viên biểu diễn, ngày 24 tháng 4 năm 1932 (Nhạc trưởng: Sergio Failoni) |
| ------------------------------ | -------------- | --------------------------------------------------------------------------- |
| Háziasszony (nội trợ)          | Giọng alto     | Mária Basilides                                                             |
| Kérője (người cầu hôn)         | Giọng baritone | Imre Palló                                                                  |
| Szomszédasszony (hàng xóm)     | Giọng alto     | Mária Budanovits                                                            |
| Fiatal Legény (chàng trai trẻ) | giọng nam cao  | Endre Rösler                                                                |
| Fiatal Leány (cô gái trẻ)      | giọng nữ cao   | Anna Báthy                                                                  |
| A Nagyorrú Bolha (bọ chét)     | Giọng baritone | Oszkár Maleczky                                                             |
| Hợp xướng, vũ công             |                |                                                                             |

## Tóm tắt
Bối cảnh là một phòng quay ở vùng Széworthy
Trong cảnh đầu tiên, một người đàn ông và một người phụ nữ nói lời từ biệt trước khi anh ta bị đưa đi. Một cô gái trẻ cố gắng ngăn anh ta rời đi. Hai hiến binh xuất hiện ở ngưỡng cửa, khám xét căn phòng; người đàn ông đi ra ngoài.
Trong cảnh thứ hai, người phụ nữ than vãn cho số phận của mình.
Những người phụ nữ và các cô gái khác trong làng bước vào cảnh thứ ba, tham gia làm việc nhà xung quanh phòng quay. Một người phụ nữ trẻ hát một bài hát nói về cuộc đời họ với khi những người đàn ông vắng nhà. Họ cùng nhau nhảy một điệu nhảy và cố gắng an ủi người phụ nữ đơn độc.
Người phụ nữ hát về 33 cành liễu u sầu và 33 con công, sau đó một người hàng xóm bước vào với một bài hát về những con vật mua ở chợ (với âm thanh đặc biệt của chúng).
Cảnh thứ tư là cuộc trao đổi giữa những nam thanh niên đã nhập ngũ và những người thiếu nữ.
Trong một vở kịch câm, một chàng trai trẻ hóa trang thành một con ma nhưng bị các cô gái đánh đập.
Cảnh thứ năm liên quan đến một chàng trai trẻ Lázlós hát cho mẹ mình nghe rằng anh ta sắp chết vì đau lòng, và trong cảnh này có một bài hát dân gian truyền thống đi cùng bản ballad  'Ilona Görög' (Helen).
Cảnh sáu giới thiệu một người đeo mặt nạ, cải trang thành một con bọ chét, tự nhận là sự giàu có nhưng đang tìm kiếm chỗ ở và thức ăn.
Tuy nhiên, các hiến binh trở lại - người đàn ông mà họ bắt giữ đã chứng minh sự vô tội của mình. Một người phụ nữ lớn tuổi tuyên bố đã biết thủ phạm thực sự - đó là 'con bọ chét' hiện đang trốn trong một góc. Trong cảnh cuối cùng, người đàn ông được đoàn tụ với người phụ nữ anh ta yêu và ngôi làng ăn mừng, nhảy múa.
Kodály đã viết về vẻ đẹp và sự đa dạng của các bài hát dân gian Hungary "như những viên ngọc lấp lánh trong ngọn lửa cổ xưa"; những thứ này tạo thành mạch chính của tác phẩm, trong khi phần đệm của Kodály "đầy màu sắc, gần gũi".

## Bản ghi âm
- Székely fonó János Ferencsik 1963 (Qualiton)
- Szé started fonó János Ferencsik 1971 (Hungaroton)